# Chili op de Olympische Zomerspelen 1984
Chili nam deel aan de Olympische Zomerspelen 1984 in Los Angeles, Verenigde Staten. Het was de vijftiende deelname van het land. Zeiler Carlos Rossi was de  vlaggendrager bij de openingsceremonie.
Er namen 52 sporters (50 mannen en 2 vrouwen) deel in acht olympische sportdisciplines. Ruiter Américo Simonetti nam voor de derde keer deel en wielrenner Fernando Vera voor de tweedemaal. In de atletiek werd voor de vijftiende keer deelgenomen, in de schietsport voor de elfde keer, in het wielrennen voor de negende keer, in de paardensport voor de zesdemaal, in het roeien voor de vierdemaal, in het voetbal voor de derdemaal, in het zeilen voor de tweedemaal en voor het eerst werd deelgenomen in judo, de zestiende sportdiscipline waarin Chili in uitkwam. 
Aan de zeven behaalde medailles tot nu toe, behaald in 1928 (1), 1952 (2) en 1956 (4), werd er voor de zesde opeenvolgende keer geen een aan toegevoegd.

## Deelnemers en resultaten

### Atletiek
| Olympiër        | Onderdeel              | Resultaat | Prestatie                                                    |
| --------------- | ---------------------- | --------- | ------------------------------------------------------------ |
| Omar Aguilar    | 5000m (m)              | 25e       | serie 4: 6de in 13.51,53 halve finale 1: 11de in 13.51,13    |
| Omar Aguilar    | 10000m (m)             | 20e       | serie 1: 7de in 28.29,06                                     |
| Omar Aguilar    | marathon (m)           | 25e       | niet gefinisht                                               |
| Alejandro Silva | marathon (m)           | 56e       | 2:29.53                                                      |
| Emilio Ulloa    | 3000m steeplechase (m) | 17e       | serie 1: 5de in 8.29,71 halve finale 2: 8ste in 8.28,99      |
| Gert Weil       | kogelstoten (m)        | 10e       | kwalificatie groep B: 3de met 19,94m finale: 10de met 18,69m |
|                 |                        |           |                                                              |
| Alejandra Ramos | 800m (v)               | 18e       | serie 3: 5de in 2.05,77                                      |
| Alejandra Ramos | 1500m (v)              | 18e       | serie 2: 8ste in 4.22,03                                     |
| Mónica Regonesi | 3000m (v)              | DNF       | serie 3: niet gefinisht                                      |
| Mónica Regonesi | marathon (v)           | 32e       | 2:44.44                                                      |

### Judo
| Olympiër      | Onderdeel | Resultaat | Prestatie |
| ------------- | --------- | --------- | --------- |
| Eduardo Novoa | -86kg (m) | 12e       |           |

### Paardensport
| Olympiër (deelname)                                              | Onderdeel      | Resultaat      | Prestatie                               |
| Springconcours                                                   | Springconcours | Springconcours | Springconcours                          |
| ---------------------------------------------------------------- | -------------- | -------------- | --------------------------------------- |
| Victor Contador                                                  | individueel    | 44e            | 1ste ronde: 44ste met 40,00 strafpunten |
| Américo Simonetti (3)                                            | individueel    | 42e            | 1ste ronde: 42ste met 28,25 strafpunten |
| Alfredo Sone                                                     | individueel    | 35e            | 1ste ronde: 35ste met 24,25 strafpunten |
| Alfonso Bobadilla Victor Contador Américo Simonetti Alfredo Sone | team           | 14e            | 1ste ronde: 14de met 80,50 strafpunten  |

### Roeien
| Olympiër | Onderdeel | Resultaat | Prestatie                                                        |
| --- | --------- | --------- | ---------------------------------------------------------------- |
| Rodrigo Abasolo Mario Castro Víctor Contreras Zibor Llanos Carlos Neyra Rodolfo Pereira Alejandro Rojas Marcelo Rojas Giorgio Vallebuona | acht (m)  | 7e        | serie 2: 3de in 6.20,71 herkansingen: 4de finale: 7de in 6.07,03 |

### Schietsport
| Olympiër               | Onderdeel | Resultaat | Prestatie  |
| ---------------------- | --------- | --------- | ---------- |
| Alfonso de Iruarrízaga | skeet     | 26e       | 189 punten |
| Carlos Zarzar          | skeet     | 33e       | 187 punten |
| Raúl Abatte            | trap      | 48e       | 172 punten |
| Pablo Vergara          | trap      | 21e       | 182 punten |

### Voetbal
| Olympiër | Onderdeel | Resultaat | Prestatie                                                                                              |
| --- | --------- | --------- | --- |
| Daniel Ahumada Jaime Baeza Leonel Contreras Marco Antonio Figueroa Eduardo Fournier Alejandro Hisis Sergio Marchant Alex Martínez Luis Mosquera Alfredo Nuñez Juvenal Olmos Carlos Ramos Fernando Santis Jaime Vera | mannen    | 7e        | groep A: 2de G van Noorwegen: 0-0 W van Qatar: 1-0 G van Frankrijk: 1-1 kwartfinale: V van Italië: 0-1 |

De tot de selectie behorende Sergio Pacheco, Luis Pérez en Patricio Toledo kwamen niet in actie.
| Groep A |           |             |             |             |             |            |            |            |        |
| #       | Land      | Wedstrijden | Wedstrijden | Wedstrijden | Wedstrijden | Doelpunten | Doelpunten | Doelpunten | Punten |
| #       | Land      | G           | W           | G           | V           | V          | T          | Saldo      | Punten |
| 1       | Frankrijk | 3           | 1           | 2           | 0           | 5          | 4          | +1         | 4      |
| 2       | Chili     | 3           | 1           | 2           | 0           | 2          | 1          | +1         | 4      |
| 3       | Noorwegen | 3           | 1           | 1           | 1           | 3          | 2          | +1         | 3      |
| 4       | Qatar     | 3           | 0           | 1           | 2           | 2          | 5          | -3         | 1      |

| Ronde       | Datum     | Plaats    | Land | Score     | Land |
| ----------- | --------- | --------- | ---- | --------- | ---- |
| Groepsfase  |           |           |      |           |      |
| 29 juli     | Boston    | Noorwegen | 0-0  | Chili     |      |
| 31 juli     | Annapolis | Chili     | 1-0  | Qatar     |      |
| 2 augustus  | Annapolis | Chili     | 1-1  | Frankrijk |      |
| Kwartfinale |           |           |      |           |      |
| 5 augustus  | Stanford  | Italië    | 1-0  | Chili     |      |

### Wielersport
| Olympiër (deelname)                                     | Onderdeel                     | Resultaat | Prestatie |
| Baan                                                    | Baan                          | Baan      | Baan |
| ------------------------------------------------------- | ----------------------------- | --------- | --- |
| José Antonio Urquijo                                    | sprint (m)                    | 22e       | 1ste ronde serie 8: 2de 1ste ronde herkansingen: 1ste in 11,64 1ste ronde herkansingen finale: 1ste in 11,90 2de ronde serie 10: V van ITA Ceci 2de ronde herkansingen: V van TPE Lee |
| Miguel Droguett                                         | tijdrit (m)                   | 17e       | 1.09,42 |
| Miguel Droguett                                         | puntenkoers (m)               | 30e       | 1ste ronde serie 2: 16de met 4 punten |
| Roberto Muñoz                                           | puntenkoers (m)               | 38e       | 1ste ronde serie 1: 18de met 0 punten |
| Eduardo Cuevas                                          | individuele achtervolging (m) | 32e       | kwalificatie: gedubbeld |
| Fernando Vera (2)                                       | individuele achtervolging (m) | 27e       | kwalificatie: 27ste in 5.02,53 |
| Lino Aquea Eduardo Cuevas Miguel Droguett Fernando Vera | ploegenachtervolging (m)      | 14e       | kwalificatie: 14de in 4.38,57 |
| Weg                                                     |                               |           | |
| Manuel Aravena                                          | wegwedstrijd (m)              | DNF       | niet gefinisht |
| Roberto Muñoz                                           | wegwedstrijd (m)              | DNF       | niet gefinisht |

### Zeilen
| Olympiër                                  | Onderdeel | Resultaat | Prestatie                          |
| ----------------------------------------- | --------- | --------- | ---------------------------------- |
| Juan Barahona Alberto González            | 470       | 18e       | 136 punten: (21-22-21-20-13-15-10) |
| Carlos Rossi Rodrigo Zuazola              | star      | 16e       | 126 punten: (15-11-13-16-19-17-18) |
| Manuel González Luis Herman Jorge Zuazola | soling    | 18e       | 128 punten: (13-17-15-20-19-15-13) |

Algerije · Amerikaanse Maagdeneilanden · Andorra · Antigua en Barbuda · Argentinië · Australië · Bahama’s · Bahrein · Bangladesh · Barbados · België · Belize · Benin · Bermuda · Bhutan · Birma · Bolivia · Bondsrepubliek Duitsland · Botswana · Brazilië · Britse Maagdeneilanden · Canada · Centraal-Afrikaanse Republiek · Chili · China · Chinees Taipei · Colombia · Congo-Brazzaville · Costa Rica · Cyprus · Denemarken · Djibouti · Dominicaanse Republiek · Ecuador · Egypte · El Salvador · Equatoriaal-Guinea · Fiji · Filipijnen · Finland · Frankrijk · Gabon · Gambia · Ghana · Grenada · Griekenland · Groot-Brittannië · Guatemala · Guinee · Guyana · Haïti · Honduras · Hongkong · Ierland · IJsland · India · Indonesië · Irak · Israël · Italië · Ivoorkust · Jamaica · Japan · Joegoslavië · Jordanië · Kaaimaneilanden · Kameroen · Kenia · Koeweit · Lesotho · Libanon · Liberia · Liechtenstein · Luxemburg · Madagaskar · Malawi · Maleisië · Mali · Malta · Marokko · Mauritanië · Mauritius · Mexico · Monaco · Mozambique · Nederland · Nederlandse Antillen · Nepal · Nicaragua · Nieuw-Zeeland · Niger · Nigeria · Noord-Jemen · Noorwegen · Oeganda · Oman · Oostenrijk · Pakistan · Panama · Papoea-Nieuw-Guinea · Paraguay · Peru · Portugal · Puerto Rico · Qatar · Roemenië · Rwanda · Salomonseilanden · Samoa · San Marino · Saoedi-Arabië · Senegal · Seychellen · Sierra Leone · Singapore · Soedan · Somalië · Spanje · Sri Lanka · Suriname · Swaziland · Syrië · Tanzania · Thailand · Togo · Tonga · Trinidad en Tobago · Tsjaad · Tunesië · Turkije · Uruguay · Venezuela · Verenigde Arabische Emiraten · Verenigde Staten · Zaïre · Zambia · Zimbabwe · Zuid-Korea · Zweden · Zwitserland